# Фульминат ртути(II)
Фульмина́т рту́ти (грему́чая ртуть) — ртутная соль фульминовой (гремучей) кислоты, инициирующее взрывчатое вещество.

## История
По сообщению Кункеля в 1609 году, первое получение гремучей ртути состоялось ещё в XVII веке. Однако первенство открытия этого вещества принято считать принадлежащим английскому химику Эдварду Говарду (Ховарду), который выделил его в 1799 году и впервые исследовал его свойства.

## Получение
Гремучую ртуть получают взаимодействием нитрата ртути с этанолом в разбавленной азотной кислоте.
Реакция протекает по схеме
{\displaystyle {\ce {Hg(NO3)2 + 2 C2H5OH + 4 HNO3 -> Hg(CNO)2 + 2 CO2 + 2 CO + 2 NO + 8 H2O.}}}
Для протекания реакции в реакционной смеси должны присутствовать оксиды азота.

## Физические свойства
Белый или серый кристаллический порошок. Кристаллы ромбической сингонии, пространственная группа Cmce, параметры ячейки a = 0,53549(2) нм, b = 1,04585(5) нм, c = 0,75579(4) нм, Z = 4.
Мало растворим в воде (0,01 % по массе при 15 °C), лучше растворим в этаноле, пиридине, моноэтаноламине, водных растворах цианидов и аммиака. Имеет сладкий металлический вкус, ядовит. Насыпная плотность 1,22—1,25 г/см³. Гравиметрическая плотность 4,39 г/см³.

## Химические свойства
В присутствии влаги энергично реагирует с алюминием, менее интенсивно — с медью.

## Взрывчатые свойства
Теплота разложения 1,8 МДж/кг. Температура вспышки — 180 °C. Нижний предел чувствительности при падении груза 700 г — 5,5 см, верхний — 8,5 см. Легко взрывается при ударе, действии пламени, раскалённого тела и т. п. При осторожном нагревании гремучая ртуть медленно разлагается, начиная уже со 100 °C. При 130—150 °C на воздухе самовоспламеняется со взрывом. В вакууме взрыв может произойти уже при 105—115 °C. Влажная гремучая ртуть гораздо менее взрывоопасна, поэтому её хранят под слоем воды. Влажность гремучей ртути, запрессованной в капсюль-детонатор, должна быть не более 0,03 %. Концентрированная серная кислота запускает взрыв одной каплей. Спрессованная под высоким давлением гремучая ртуть теряет свойства инициирующего ВВ.
Температура взрыва гремучей ртути равна 4810 °C, объём газов — 315 л/кг, скорость детонации — 5400 м/с.
При взрывном разложении фульмината ртути образуются углекислый газ, азот, угарный газ и коричневый нерастворимый твёрдый остаток, содержащий ряд относительно стабильных соединений ртути:
{\displaystyle {\ce {2 Hg(CNO)2 -> 2 CO + N2 + HgO + Hg(OCN)(CN)}}}
{\displaystyle {\ce {Hg(CNO)2 -> 2 CO + N2 + Hg}}}
{\displaystyle {\ce {Hg(CNO)2 -> Hg(OCN)2}}}
{\displaystyle {\ce {2 Hg(CNO)2 -> 2 CO2 + N2 + Hg + Hg(CN)2}}}

## Применение
Широко применяют в капсюлях-детонаторах и капсюлях-воспламенителях. Одно из наиболее востребованных инициирующих ВВ. В последнее время гремучая ртуть вытесняется более эффективными инициирующими взрывчатыми веществами — азидом свинца и др.